# Justin Toshiki Kinjo
Justin Toshiki Kinjo (金城 ジャスティン 俊樹 Kinjo Justin Toshiki?), född 22 februari 1997 i Okinawa prefektur, är en japansk fotbollsspelare.
Kinjo spelade för Thespakusatsu Gunma. 